# Indian Pacific
La Indian Pacific è una ferrovia transcontinentale australiana lunga 4.352 km, il che la rende la seconda ferrovia più lunga del mondo dopo la Transiberiana. Per percorrere tutta la tratta di viaggio, il treno, impiega 65 ore, ovvero circa 3 giorni
Chiamata anche con il suo nome completo: Indian Pacific Railway.

## Percorso
Il percorso parte dalla stazione di East Perth e corre inizialmente su un tratto condiviso con la ferrovia suburbana Midland per poi proseguire lungo la Trans-Australian Railway verso Port Augusta.
Il treno continua verso sud in direzione di Port Pirie e poi verso Adelaide. Dopo aver fatto tappa nella capitale dell'Australia Meridionale ripercorre a ritroso gli stessi binari verso Crystal Brook per poi svoltare ad est verso Broken Hill.
Da Broken Hill il treno continua attraversando il Nuovo Galles del Sud verso Parkes, arrampicandosi sulle Blue Mountains, per poi terminare alla stazione di Sydney Centrale. Il tragitto impiega circa 65 ore.

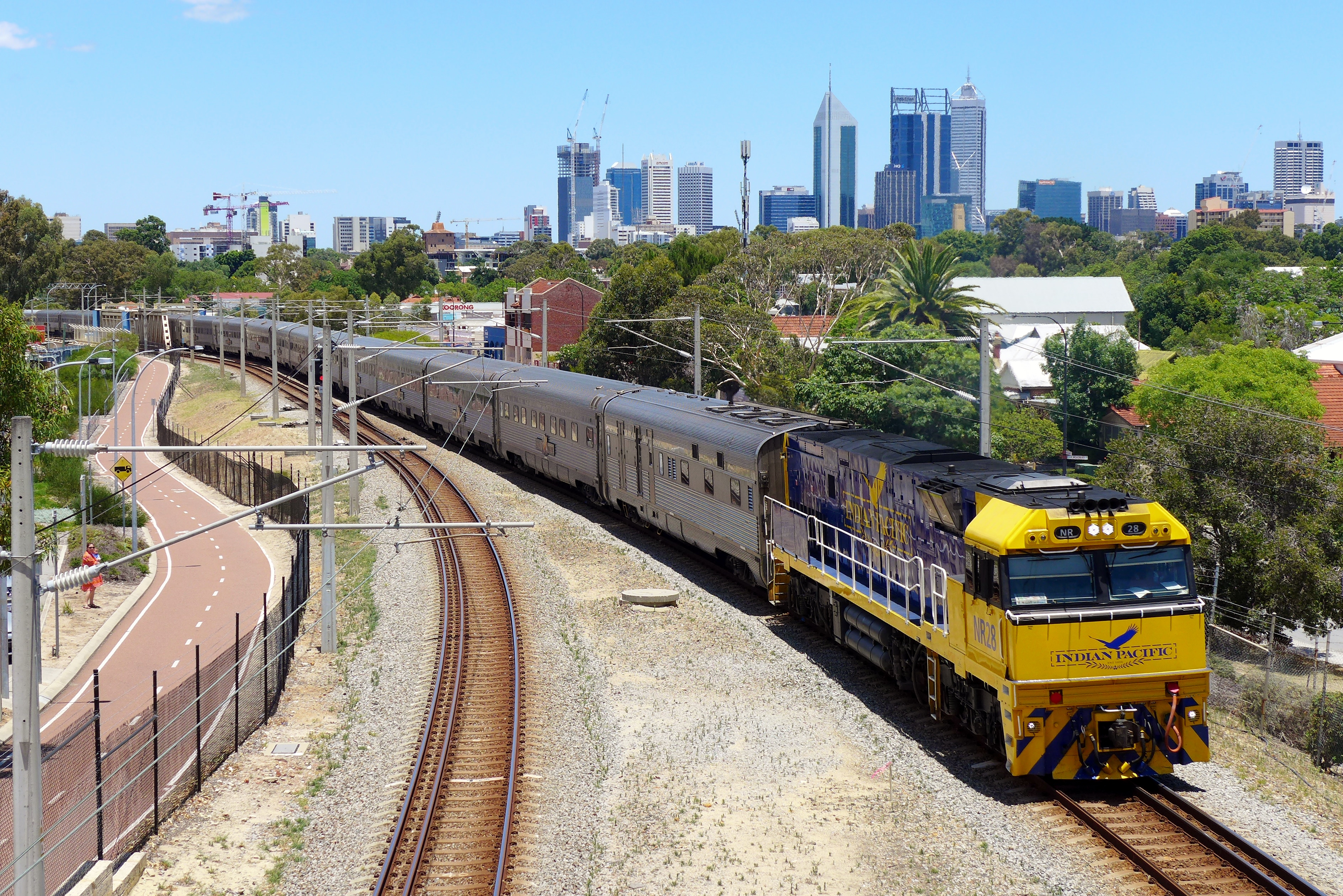
Un treno passeggeri in partenza dalla stazione di East Perth